# Discours de John Fitzgerald Kennedy
Cet article présente des extraits de différents discours prononcés par John Fitzgerald Kennedy, 35e président des États-Unis, en exercice du 20 janvier 1961 au 22 novembre 1963, jour de son assassinat à Dallas.

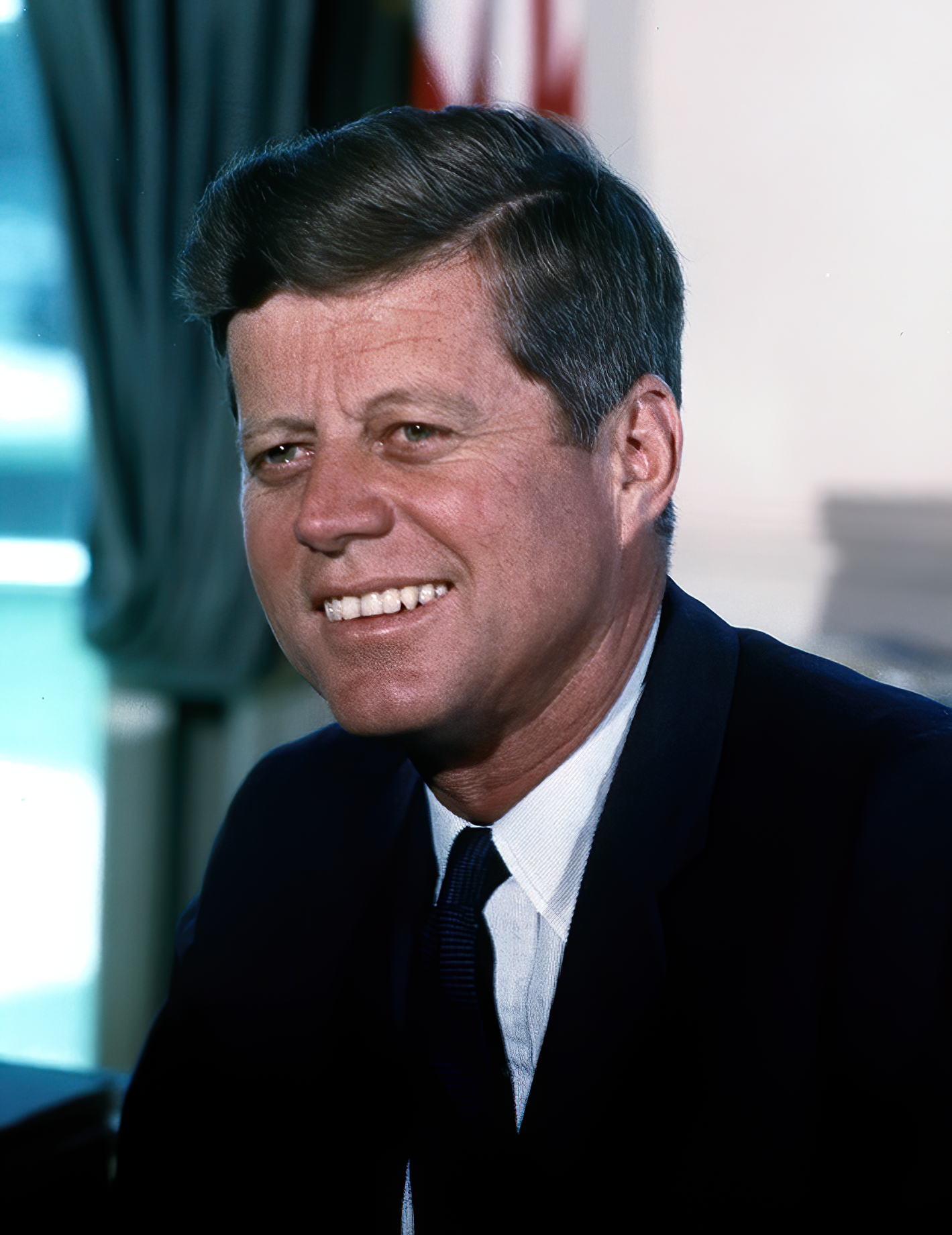
John Fitzgerald Kennedy

## Discours à la Convention du Parti démocrate (15 juillet 1960)

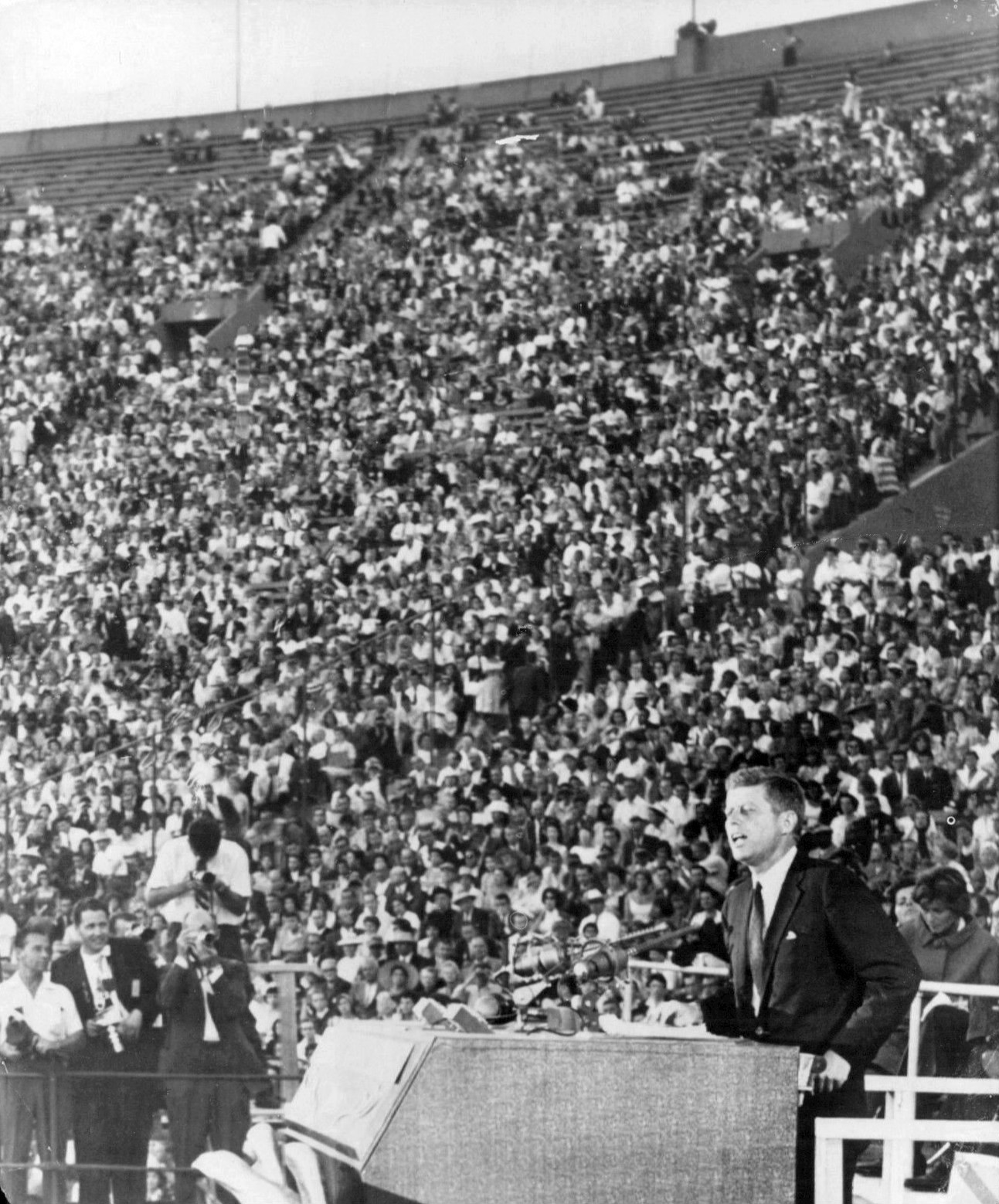
Kennedy à Los Angeles le 15 juillet 1960.

### Contexte
Kennedy utilise l'expression « Nouvelle Frontière » lors de son discours d'acceptation de l'investiture à la Convention du Parti démocrate, au Los Angeles Memorial Coliseum devant près de 80 000 personnes. Trois mois et demi plus tard, il sera élu Président des États-Unis.

### Citation
« Mais je vous dis que nous sommes devant une Nouvelle Frontière [...], que nous le voulions ou non. Au-delà de cette frontière, s'étendent les domaines inexplorés de la science et de l'espace, des problèmes non résolus de paix et de guerre, des poches d'ignorance et de préjugés non encore réduites, et les questions laissées sans réponse de la pauvreté et des surplus. »

## Discours inaugural(20 janvier 1961)

### Contexte
Discours de 14 minutes prononcé après la prestation de serment du nouveau président devant le Juge en chef des États-Unis Earl Warren, à la suite de l'élection présidentielle américaine de 1960.

### Extrait
« Et vous, mes compatriotes américains, ne vous demandez pas ce que votre pays peut faire pour vous, mais demandez-vous ce que vous pouvez faire pour votre pays. (Voir le texte de Henry Ford : Ma vie et mon œuvre - 1924 - Traduction française - Payot Paris, dans lequel figure cette phrase.) 
Vous qui, comme moi, êtes citoyens du monde, ne vous demandez pas ce que les États-Unis feront pour vous, mais demandez-vous ce que nous pouvons faire, ensemble, pour la liberté de l'homme. »

## L'information contre la propagande (27 avril 1961)

### Contexte
Discours prononcé au Waldorf-Astoria Hotel, à New York, devant l’association des éditeurs de la presse américaine.

### Extraits

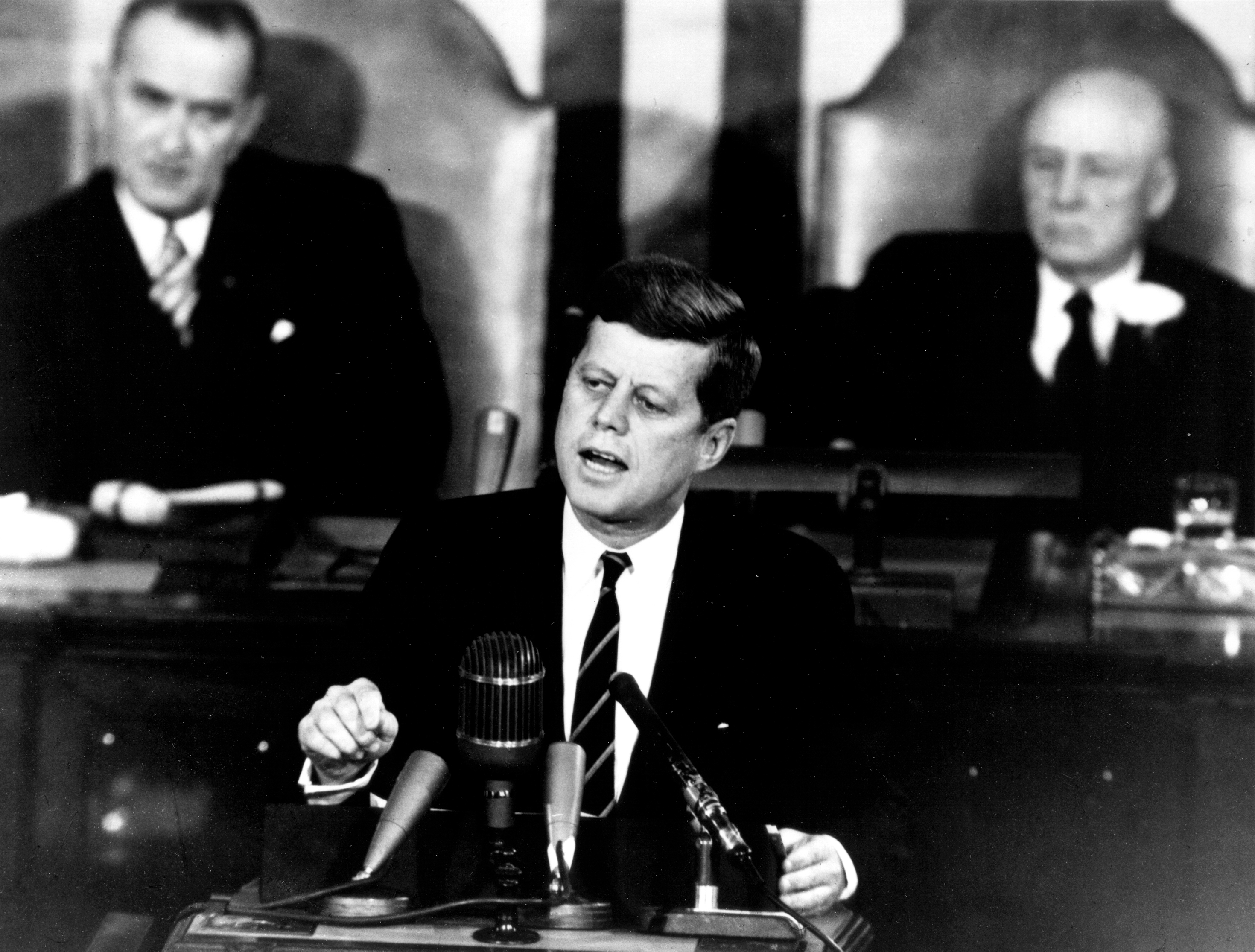
Kennedy prononçant son discours devant le Congrès le 25 mai 1961.
En arrière-plan, à gauche, Lyndon B. Johnson, vice-président et, à droite, Sam Rayburn, président de la Chambre des représentants.

« Notre mode de vie est attaqué. Ceux qui se font notre ennemi s’avancent autour du globe. La survie de nos amis est en danger. Et pourtant on n’a déclaré aucune guerre ; aucune frontière n’a été traversée par des troupes en marche ; aucun missile n’a été tiré. Si la presse attend une déclaration de guerre avant qu’elle n’impose l’autodiscipline des conditions de combat, alors je peux seulement dire qu’aucune guerre n’a jamais posé une menace plus grande à notre sécurité. Si vous attendez une découverte de danger clair et présent, alors je peux seulement dire que le danger n’a jamais été plus clair et sa présence n’a jamais été plus imminente. Cela exige un changement de perspective, un changement de tactique, un changement de missions, par le gouvernement, par le peuple, par chaque homme d’affaires, chaque leader de travail et par chaque journal. Car nous sommes confrontés, dans le monde entier, à une conspiration monolithique et impitoyable qui compte principalement sur des moyens secrets pour étendre sa sphère d’influence par l’infiltration plutôt que l’invasion, la subversion plutôt que les élections et l’intimidation au lieu du libre arbitre. 
C’est un système qui a nécessité énormément de ressources humaines et matérielles dans la construction d’une machine étroitement soudée et d’une efficacité remarquable, elle combine des opérations militaires, diplomatiques, de renseignements, économiques, scientifiques et politiques. Leurs ramifications sont occultées et non publiées. Ses erreurs sont enterrées et ne font pas les gros titres, on fait taire ses dissidents, on ne les glorifie pas ; aucune dépense n’est mise en question, aucune rumeur n’est imprimée, aucun secret n’est révélé. Elle conduit la guerre froide, en bref, avec une discipline de guerre qu’aucune démocratie n’espérerait jamais vouloir égaler… C’est pourquoi le législateur athénien décréta comme criminel tout citoyen se désintéressant du débat…
Je sollicite votre aide dans l’immense tâche qui est d’informer et d’alerter le peuple américain avec la certitude qu’avec votre aide l’homme deviendra ce pour quoi il est né libre et indépendant. »

## Envoyer un homme sur la Lune(25 mai 1961)[4]

### Contexte
Discours prononcé devant le Congrès des États-Unis, un mois après le premier vol dans l'espace du cosmonaute soviétique Youri Gagarine (12 avril) et trois semaines après le bref vol suborbital de l'astronaute américain Alan Shepard (5 mai).

### Extraits
« […] Si nous voulons gagner la bataille qui se joue actuellement à travers le monde entre la liberté et la tyrannie, les spectaculaires réalisations qui ont eu lieu dans l'espace ces dernières semaines devraient nous avoir fait comprendre à tous, comme l'avait fait le Spoutnik en 1957, combien cette aventure marque l'esprit des hommes qui, partout, tentent de déterminer la route à suivre. [...] Je crois que nous possédons toutes les ressources et les talents nécessaires. Mais le fait est que nous n'avons jamais pris les décisions nationales ou mobilisé les ressources nationales nécessaires à un tel leadership. Nous n'avons jamais fixé d'objectifs à long terme, ni un calendrier prioritaire, ni géré nos ressources et notre temps de façon à assurer leur réalisation.[…] Reconnaissant la longueur d'avance obtenue par les Soviétiques avec leurs puissants moteurs de fusée, ce qui leur donne de nombreux mois d'avance, et reconnaissant la probabilité qu'ils exploitent cette avance pendant un certain temps, avec  des succès encore plus impressionnants, l'obligation nous incombe de fournir de nouveaux efforts. […] Je demande donc au Congrès, […] de fournir les fonds nécessaires […].
[...] Je crois que cette nation devrait s'engager à atteindre l'objectif, avant la fin de cette décennie, d'envoyer un homme sur la Lune et le ramener sain et sauf sur Terre. Aucun projet spatial de cette période ne sera plus marquant pour l'humanité, ni plus important pour l'exploration à long terme de l'espace, et aucun ne sera aussi difficile ou coûteux à réaliser. Nous proposons d'accélérer le développement du véhicule spatial lunaire approprié. Nous proposons de développer concurremment des propulseurs à combustibles liquides et solides, bien plus puissants que ceux qui sont actuellement développés, jusqu'à établir lesquels sont supérieurs. Nous proposons des fonds supplémentaires pour le développement d'autres moteurs et pour des explorations automatiques - explorations qui sont essentielles pour un objectif que cette nation ne négligera jamais : de garantir la survie de l'homme qui effectuera ce premier ce vol audacieux. Mais dans un sens très réel, ce ne sera pas un homme qui ira sur la Lune - si nous nous prononçons par l'affirmative, ce sera une nation entière. Car c'est en conjuguant nos efforts que nous  l'y enverrons. »

## Deuxièmemessage sur l’état de l'Union(11 janvier 1962)

### Contexte
En ce début d'année 1962, Kennedy prononce le traditionnel discours sur l'état de l'Union, au Capitole à Washington D.C., au cours duquel il présente son programme pour l'année en cours.

### Extraits
« […] La Constitution ne fait pas de nous des hommes qui rivalisent pour le pouvoir, mais des hommes qui s’associent pour le progrès. Nous sommes tous des mandataires du peuple américain, des gardiens de l’héritage américain. Ma tâche est de rendre compte de l’état de l’Union, et notre tâche à tous est de l’améliorer.

Au cours de l’année écoulée (1961), j’ai voyagé non seulement à travers notre propre pays, mais dans d’autres – au Nord, au Sud et par-delà les mers. Et j’ai constaté que les peuples du monde entier, malgré des déceptions passagères, comptent sur nous – non sur notre richesse ou notre puissance, mais sur la splendeur de nos idéaux, car notre nation a reçu mission de l’Histoire d’être soit le témoin de l’échec de la liberté, soit l’artisan de son triomphe. […] Cette tâche doit d’abord être accomplie chez nous, car si nous ne pouvons réaliser nos propres idéaux, nous ne pouvons pas espérer que d’autres les acceptent. […] 

Une Amérique forte ne peut négliger les aspirations de ses concitoyens – l’amélioration de la condition des nécessiteux, les soins aux personnes âgées, l’éducation de la jeunesse. Car nous ne développons pas les richesses de la nation pour elles-mêmes. La richesse n’est qu’un moyen, dont la population est une fin. Toutes nos richesses matérielles ne nous apporteront pas grand-chose si nous ne les employons pas pour augmenter les chances offertes à la population. […] Si cette nation est appelée à croître en sagesse et en force, alors toute personne capable d’obtenir un diplôme supérieur doit avoir la possibilité de faire valoir ses talents. […] Le coût annuel par étudiant monte en flèche à des niveaux astronomiques – atteignant actuellement en moyenne 1 650 dollars par an, alors que la moitié de nos familles gagne moins de 5 000 dollars. Elles ne peuvent pas se permettre de telles dépenses, mais la nation ne peut pas se permettre de maintenir sa puissance militaire et de négliger son capital intellectuel.[..] 

Nous avons entrepris l’an dernier un nouvel effort massif dans l’espace exosphérique. Notre but n’est pas seulement d’arriver les premiers sur la Lune, pas plus que le véritable but de Charles Lindbergh n’était d’arriver le premier à Paris. Son but était de développer  les techniques et la maîtrise de son pays et d’autres pays dans le domaine de l’atmosphère. Et l’objectif que nous poursuivons en entreprenant cet effort qui, nous l’espérons, nous permettre de déposer l’un de nos concitoyens sur la Lune, est de développer au sein d’une nouvelle frontière de la science, du commerce et de la coopération, la position des États-Unis et celle du monde libre. Cette nation est parmi les premières à explorer cette nouvelle frontière et nous entendons être parmi les premiers, sinon les premiers. Nous offrons nos connaissances et notre coopération aux Nations unies. Nos satellites fourniront bientôt aux autres nations des renseignements météorologiques améliorés. Et j’enverrai au Congrès une mesure tendant à régir le financement et le fonctionnement d’un système international de communications par satellites, d’une façon compatible avec l’intérêt public et notre politique étrangère.

Mais la paix dans l’espace n’aiderait en rien les États-Unis si la paix sur Terre avait disparu. L’ordre mondial ne sera assuré que lorsque le monde entier aura déposé ces armes qui paraissent offrir à présent la sécurité, mais qui menacent notre survie dans l’avenir. […] »

## Sur le leadership américain (4 juillet 1962)

### Contexte
Dans ce discours prononcé à Philadelphie le jour anniversaire de l'Indépendance des États-Unis, Kennedy propose aux Européens une vaste alliance transatlantique, géopolitique et commerciale, proposition qui sera interprétée par la France comme une tentative dissimulée de dominer la politique internationale.

### Extrait
« Nous ne regardons pas une Europe forte et unie comme une rivale, mais comme une partenaire. Nous croyons qu'une Europe unie sera capable de se joindre aux Etats-Unis et à d'autres pays pour abaisser les barrières douanières  L'édification de l'association atlantique ne sera achevée ni aisément, ni à bas prix. Mais je dirai ici aujourd'hui, en ce jour anniversaire de l'indépendance, que les Etats-Unis sont prêts à souscrire à une déclaration d'interdépendance. »

## Nous avons décidé d'aller sur la Lune(12 septembre 1962)

### Contexte

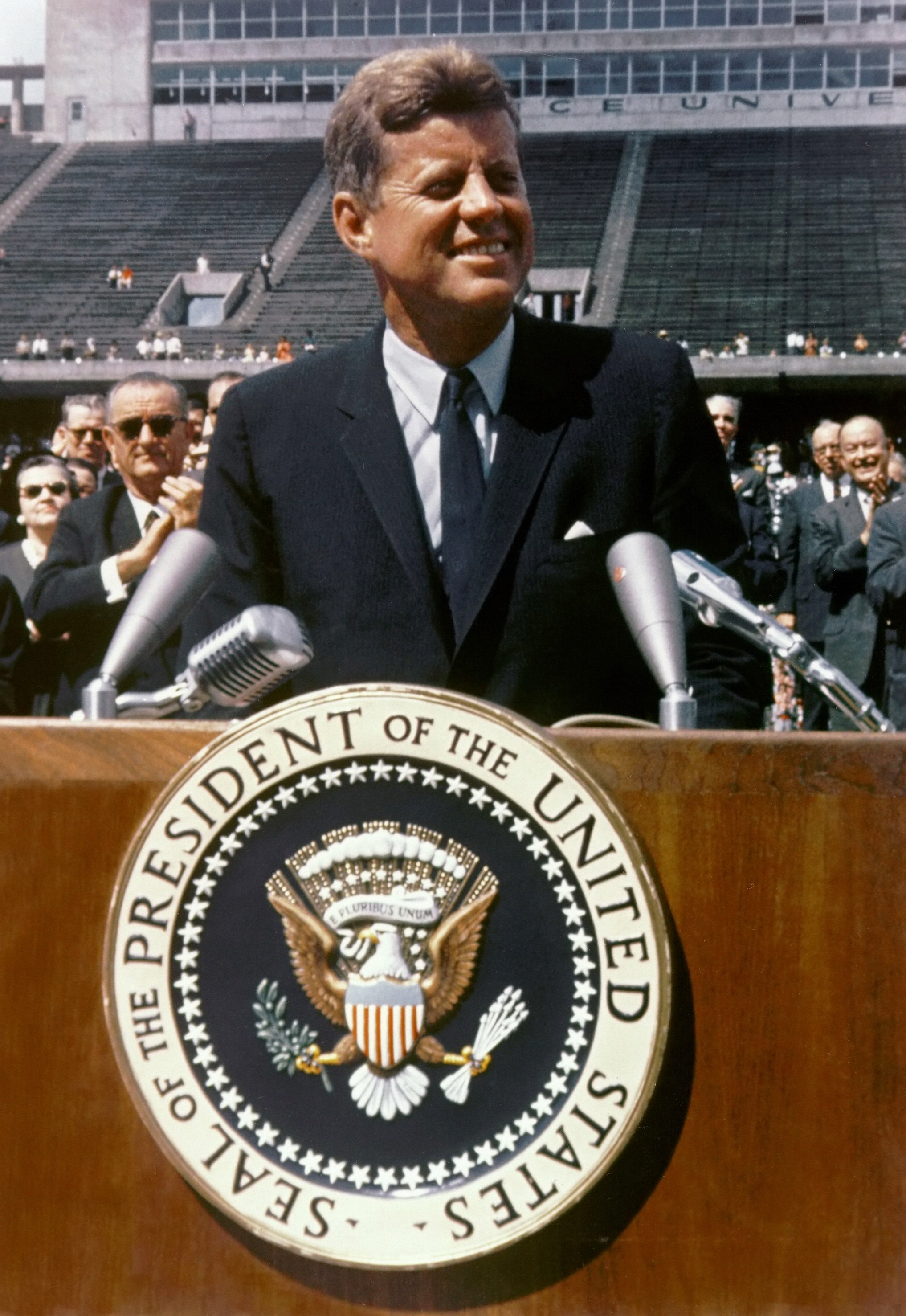
Kennedy durant son discours du 12 septembre 1962.

Le discours est prononcé à l'université Rice, à Houston, alors que les Soviétiques et les Américains se sont engagés dans la "course à l'espace" et que, depuis le lancement du premier satellite artificiel et celui du premier homme dans l'espace, les premiers conservent un avantage sur les seconds. 
Plus précisément, ce discours a lieu dans le Rice Stadium (le stade de football américain de l'université Rice), devant un public de 35 000 à 40 000 personnes et dans le cadre d'une série de visites d'installations spatiales la veille et le jour-même : le Launch Operation Center (futur Central spatial Kennedy) à Cap Canaveral en Floride, le Marshall Space Flight Center à Huntsville en Alabama et le Manned Spacecraft Center (futur Centre spatial Lyndon B. Johnson) à Houston au Texas.

### Extrait
« Nous avons choisi d'aller sur la Lune. Nous avons choisi d'aller sur la Lune au cours de cette décennie et d'accomplir d'autres choses encore, non pas parce que c'est facile, mais justement parce que c'est difficile. Parce que cet objectif servira à organiser et à offrir le meilleur de notre énergie et de notre savoir-faire, parce que c'est le défi que nous sommes prêts à relever, celui que nous refusons de remettre à plus tard, celui que nous avons la ferme intention de remporter, tout comme les autres. »

## Sur la crise de Cuba (22 octobre 1962)

### Contexte
Après en avoir reçu la confirmation par ses services de renseignement et lors d'une allocution télévisée, Kennedy informe ses compatriotes de la présence de missiles soviétiques à Cuba. Ce faisant, il exige de l'URSS qu'elle retire les missiles qu'elle est en train d'installer sur l'île de Cuba, donc non loin du territoire américain. Cet événement est souvent identifié comme le paroxysme de la Guerre froide,.

### Extraits
« Au cours de la dernière semaine, nous avons eu des preuves incontestables de la construction de plusieurs bases de fusées dans cette île opprimée. Ces sites de lancement ne peuvent avoir qu'un but : la constitution d'un potentiel nucléaire dirigé contre l'hémisphère occidental.[…] Cette transformation précipitée de Cuba en importante base stratégique, par suite de la présence de ces puissantes armes offensives à long rayon d'action et qui ont des effets de destruction massive, constitue une menace précise à la paix et à la sécurité de toutes les Amériques. […] L'ampleur de cette entreprise prouve clairement qu'elle a été mise au point depuis plusieurs mois. […] Ni les Etats-Unis d'Amérique ni la communauté mondiale des nations ne peuvent tolérer une duperie délibérée et des menaces offensives de la part d'une quelconque puissance, petite ou grande. […] Mais aujourd'hui il nous faut prendre de nouvelles initiatives. »

Kennedy liste alors sept mesures prise par son gouvernement, avant de conclure ainsi son discours :

« Le prix de la liberté est toujours élevé, mais l'Amérique a toujours payé ce prix. Et il est un seul chemin que nous ne suivrons jamais : celui de la capitulation et de la soumission. […] Notre but n'est pas la victoire de la force mais la défense du droit. Il n'est pas la paix aux dépens de la liberté, mais la paix et la liberté dans cet hémisphère et, nous l'espérons, dans le monde entier. Avec l'aide de Dieu, nous atteindrons ce but. »

## De la paix dans le monde (10 juin 1963)

### Contexte
Après avoir affronté plusieurs crises graves (affaire de la Baie des Cochons en avril 1961, crise de Berlin en août 1961, crise de Cuba en octobre 1962...), Kennedy prône la paix dans le monde dans un discours prononcé à l'université américaine de Washington D.C.
En septembre, toutefois, lors de deux émissions télévisées, il affirmera que ce serait une erreur de retirer des troupes du Viêt Nam. 

### Extraits
« […] Quelle sorte de paix veux-je évoquer ? Quelle sorte de paix recherchons-nous ? Non une Pax Americana imposée au monde par les armes de guerre américaines ; non la paix du tombeau ou la sécurité de l’esclave. Je parle de la paix authentique, le genre de paix qui fait que la vie sur terre vaut la peine d’être vécue ; le genre de paix qui permet aux hommes et aux nations de croître, d’espérer et d’édifier une vie meilleure pour leurs enfants ; non seulement la paix pour les Américains mais la paix pour tous les hommes, non seulement la paix à notre époque, mais la paix à toutes les époques.[…]

Je parle de la paix en raison du nouvel aspect de la guerre. La guerre totale est absurde en un âge où les grandes puissances peuvent maintenir de puissantes forces nucléaires et refuser de capituler sans avoir recours à ces forces.[…] Elle est absurde en un âge où les poisons mortels produits par l’emploi réciproque d’armes nucléaires seraient transportés par le vent, par l’eau, par le sol et par les graines jusqu’aux coins les plus reculés du globe et contamineraient les générations à venir.[…] Je parle donc de la paix comme une fin nécessaire et raisonnable que doivent envisager des hommes raisonnables. J’ai conscience que la poursuite de la paix n’est pas aussi spectaculaire que celle de la guerre, et souvent les termes employés par ceux qui la poursuivent tombent dans des oreilles lasses. Mais nous n’avons pas de tâche plus urgente.[…]

Chaque citoyen conscient que la guerre désespère et qui souhaite concourir à l’avènement de la paix devrait commencer par s’interroger, par examiner sa propre attitude envers l’Union soviétique, vis-à-vis du cours de la guerre froide et vis-à-vis de la liberté et de la paix ici, dans notre pays.[…]

Je ne fais pas allusion au concept absolu, illimité de la paix et de la bonne volonté universelles dont certains esprits chimériques et fanatiques rêvent encore. […] Concentrons-nous au contraire sur une paix plus pratique, plus aisée à atteindre, fondée non sur une brusque mutation de la nature humaine, mais sur une évolution graduelle des institutions humaines ; sur une série d’actions concrètes et d’accords effectifs qui sont de l’intérêt de tous.[…]

Ne fermons donc pas les yeux sur nos divergences mais portons aussi notre attention sur nos intérêts communs et sur les moyens par lesquels ces divergences peuvent être aplanies. Et si nous ne pouvons mettre fin à nos désaccords, au moins pouvons-nous aider à assurer dans le monde une sécurité qui permette la diversité des idées. Car en dernière analyse, notre lien commun fondamental, c’est le fait que nous habitons tous sur cette planète. Nous respirons tous le même air. Nous chérissons tous l’avenir de nos enfants. Et nous sommes tous mortels. »

## Discours sur les droits civiques(11 juin 1963)

### Contexte
Kennedy prononce ce discours depuis le Bureau ovale de la Maison-Blanche afin de proposer le Civil Rights Act, loi qui sera finalement promulguée le 3 juillet 1964 sous la mandature de son successeur, Lyndon B. Johnson.

### Extrait
« Aujourd'hui, nous nous sommes engagés dans une lutte mondiale pour promouvoir et protéger les droits de tous ceux qui veulent être libres. Et quand les Américains sont envoyés au Vietnam, nous ne le demandons pas seulement aux Blancs. Il devrait être possible, par conséquent, pour les étudiants américains de toute couleur de fréquenter toute institution publique qu'ils choisissent, sans avoir recours à la Garde Nationale. Il devrait être possible pour les consommateurs américains de toute couleur de recevoir des services égaux dans les lieux publics, tels que les hôtels et restaurants, et les théâtres, et les magasins de détail, sans être obligés de recourir à des manifestations de rue, et il devrait être possible pour tous les citoyens américains de toute couleur de s'inscrire et de voter dans une élection libre, sans ingérence ni crainte de représailles. Il devrait être possible, en somme, pour chaque Américain de jouir des privilèges d'être Américain, sans égard à sa race ou sa couleur. En bref, chaque citoyen Américain devrai avoir le droit d'être traité comme il voudrait être traité, comme on voudrait que ses enfants soient traités. Mais ce n'est pas le cas.[…] 

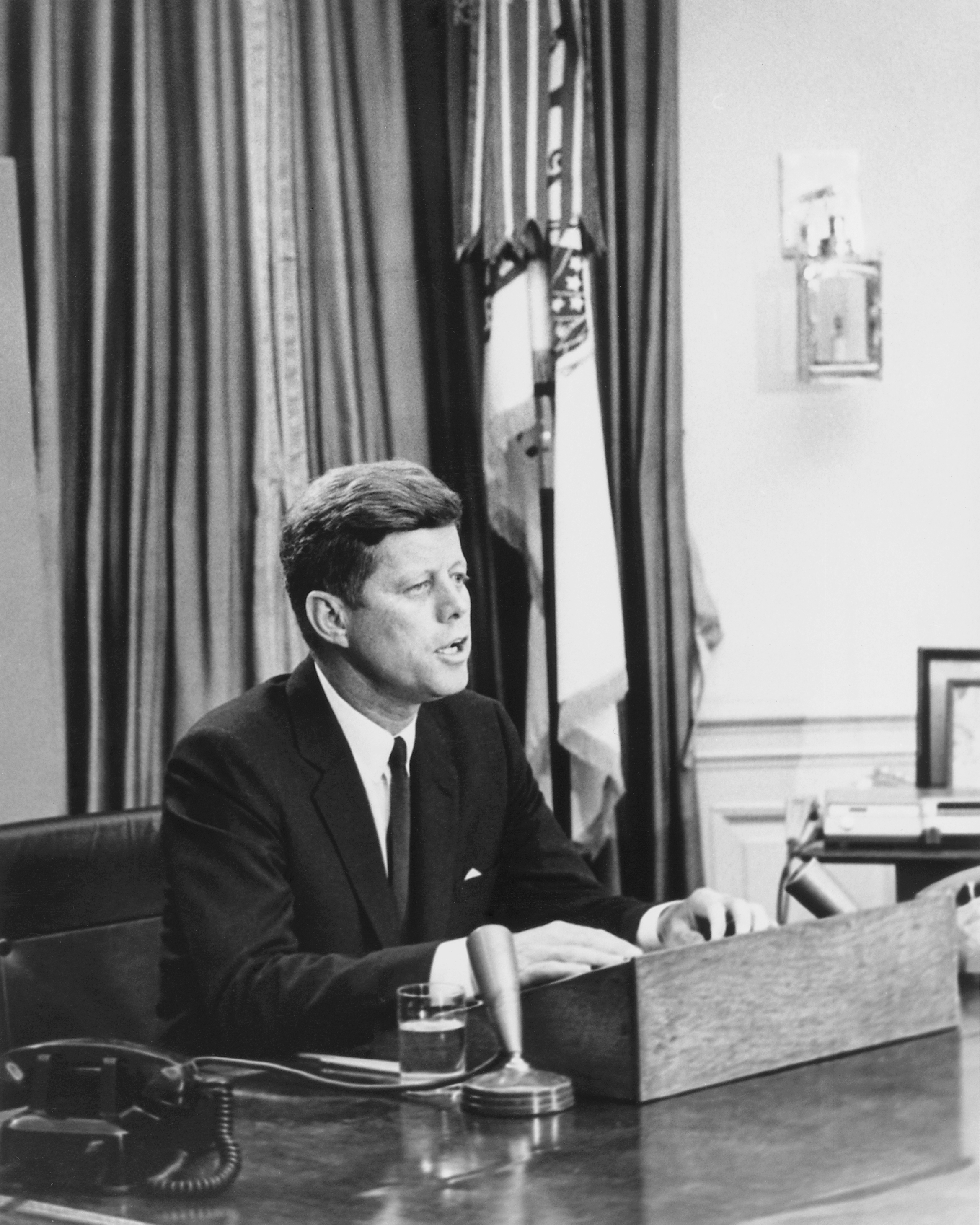
Kennedy lors du discours sur les droits civiques

Un bébé noir né en Amérique aujourd’hui, sans égard du lieu de sa naissance, a moitié moins de chance de terminer ses études secondaires qu'un bébé blanc né au même endroit, le même jour. Un tiers a des chances de terminer le collège. Un tiers a des chances de devenir un professionnel, et deux fois plus de chance de devenir chômeur. Environ un septième a des chances de gagner 10 mille dollars par an, pour une espérance de vie qui est de sept ans plus courte et la possibilité de gain de seulement la moitié. 
Ce n'est pas un problème isolé, les difficultés inhérentes à la ségrégation et à la discrimination sont réelles dans chaque ville, dans chaque état de l'Union, produisant dans beaucoup de villes, une vague montante de mécontentement qui menace la sécurité du public. Ce n'est pas non plus une question partisane. En ces temps de crises domestiques , les hommes de bonne volonté et de générosité devraient être capable de s'unir sans égard de partie ou de politique. Ce n'est même pas seulement une question juridique ou de législation. Il est mieux de régler ces questions dans les tribunaux que dans les rues. Des nouvelles lois sont nécessaires à chaque niveau mais la loi seule ne peut pas faire que les hommes voient justes. 
Nous sommes confrontés, primairement, à une question de moral qui est aussi vieille que l'écriture et aussi clair que la constitution américaine. Le cœur de la question est si tous les américains doivent être égaux en droit et égaux en opportunité, si nous allons traiter nos compatriotes comme nous voulons être traités. […] 
Cent années de retard se sont écoulées depuis que le président Lincoln a libéré les esclaves. Et cependant leurs héritiers, leurs petits-fils ne sont pas entièrement libres. Ils ne sont pas encore libérés des liens de l'injustice. Ils ne sont pas encore libérés de l'oppression sociale et économique et cette nation avec tous ses espoirs ne sera jamais pleinement libre jusqu'à ce que tous ses citoyens soient libres. 
Nous prêchons la liberté dans le monde entier, et nous le signifions, et nous chérissons notre liberté ici, chez nous, mais sommes-nous de dire au monde, et plus important encore, les uns aux autres que c'est la terre de la liberté, sauf pour les Noirs ; que nous n'avons pas de citoyens de seconde classe excepté les Noirs; que nous n'avons pas de système de classe ou de caste, pas de ghettos, aucune race supérieure, sauf vis à vis des Noirs ? Maintenant le moment est venu pour cette nation de tenir sa promesse. […] 
Il est temps d'agir au Congrès, dans votre état ou dans les corps législatifs locaux et par dessus tout, dans tout votre quotidien. 
Il n'est pas suffisant de blâmer les autres pour dire que c'est un problème qui ne concerne qu'une partie du pays ou de déplorer les faits que nous affrontons. Un grand changement est à portée de main et notre tâche, notre obligation est de faire cette révolution de manière pacifique et constructive pour tous.  Ceux qui ne font rien invitent à la honte ainsi qu'à la violence. Ceux qui agissent avec audace reconnaissent le droit ainsi que la réalité. […]

La semaine prochaine je demanderai au Congrès des États-Unis d'agir, de prendre un engagement qu'il n'a pas pleinement pris en ce siècle à savoir que la race n'a pas sa place dans la vie américaine ou dans le droit américain. […] 
Par conséquent, je demande votre aide pour rendre plus facile pour nous d'aller de l'avant et d'assurer une égalité de traitement que nous voudrions nous-même avoir, de donner une chance à chaque enfant d'être éduqué à la hauteur de ses talents. […] C'est ce que nous parlons et c'est une question qui concerne ce pays et ce qu'il représente, et qu'il rencontre, je demande le soutien de tous nos citoyens. »

## Ich bin ein Berliner(26 juin 1963)

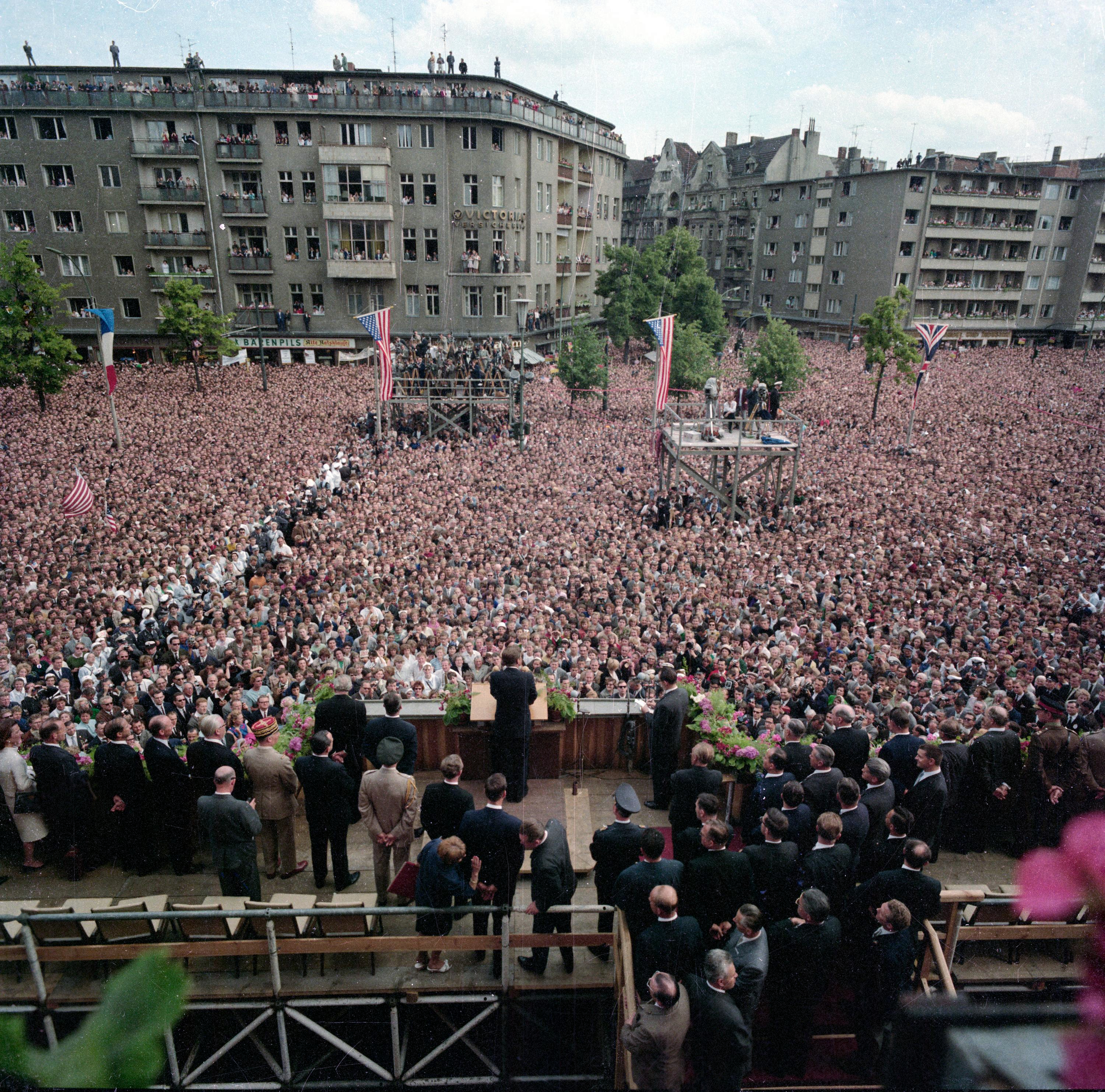
Discours de Kennedy à Berlin.

### Contexte
Kennedy prononce un discours lors de sa visite à Berlin-Ouest, face à une foule réunie devant l'hôtel de ville de Schöneberg, à l'occasion des quinze ans du blocus de Berlin. 

## Pour une coopération spatiale (20 septembre 1963)

### Contexte
Deux mois avant sa mort, Kennedy prononce ce discours d'une demi-heure devant l'Assemblée générale des Nations unies et, ce faisant, adresse une proposition à l'URSS.
Mais celle-ci sera implicitement déclinée, ce qui ne fera que renforcer la course à l'espace et plus généralement la Guerre froide.

### Extraits
« Dans un domaine où l’Union soviétique et les États-Unis ont une expérience particulière – le domaine de l’espace – il y a une place pour une coopération nouvelle, pour de nouveaux efforts conjoints dans la règlementation et l’exploration de l’espace. Dans ces possibilités figure une expédition conjointe sur la lune. L’espace ne pose aucun problème de souveraineté : par décision de cette assemblée, les membres des Nations unies ont renoncé à revendiquer tous droits territoriaux sur l’espace extra-atmosphérique ou sur les corps célestes, et ils ont déclaré que le droit international et la Charte des Nations unies s’appliquaient en la matière.
Pourquoi, dès lors, le premier vol de l’homme vers la Lune donnerait-il lieu à une compétition entre les nations ? Pourquoi l’Union soviétique et les États-Unis, dans la préparation de telles expéditions, se trouveraient-ils engagés dans un immense double emploi portant sur les recherches, la construction et les dépenses ? Certainement, nous devrions explorer si les savants et les astronautes de nos deux pays – voire du monde entier – ne peuvent pas travailler de concert à la conquête de l’espace en envoyant un jour sur la Lune, au cours de cette décennie, non pas les représentants d’une seule nation, mais les représentants de toute l’humanité.[…] »